# Basketball Champions League 2022-2023
La Basketball Champions League 2022-2023 è la 7ª edizione della principale competizione europea per club di pallacanestro organizzata da FIBA Europe e si è svolta dal 3 ottobre 2022 al 14 maggio 2023.

## Formato
Partecipano alla stagione regolare 32 squadre, 28 qualificate direttamente e altre quattro provenienti dai turni preliminari disputati da 24 compagini. La partecipazione alla Champions League avviene tramite il piazzamento nei campionati nazionali della precedente stagione secondo il ranking stabilito dalla FIBA, in caso che una squadra che ne abbia diritto rinunci, il suo posto può essere occupato sia da una squadra della stessa nazione che da quella di un altro paese.
Ogni squadra deve schierare un minimo di cinque giocatori di formazione nazionale nel caso porti a referto più di dieci giocatori, in caso contrario almeno quattro.

## Partecipanti
Un totale di 52 squadre provenienti da 29 Paesi partecipano alla competizione. Rispetto all'edizione precedente sono state escluse le squadre russe e bielorusse a causa dell'invasione dell'Ucraina del 2022.
- 1º, 2º, etc.: Posizione nel campionato nazionale
- BCL: Squadra vincitrice dell'edizione precedente
- FEC: Squadra vincitrice della FIBA Europe Cup 2021-2022
- WC: wild card

| Stagione regolare        | Stagione regolare     | Stagione regolare     | Stagione regolare      |
| ------------------------ | --------------------- | --------------------- | ---------------------- |
| TenerifeBCL (6º)         | KarşıyakaWC (7º)      | Hapoel Holon (1º)     | Ostenda (1º)           |
| Manresa (7º)             | Digione (3º)          | Bnei Herzliya (2º)    | Igokea (1º)            |
| Bilbao Berri (9º)        | Limoges CSP (6º)      | H. GerusalemmeWC (3º) | Nymburk (1º)           |
| Murcia (10º)             | StrasburgoWC (7º)     | Telekom Bonn (3º)     | Falco Szombathely (1º) |
| Galatasaray (3º)         | AEK Atene (6º)        | R. Ludwigsburg (4º)   | VEF Rīga (1º)          |
| Darüşşafaka (4º)         | Peristeri (8º)        | Dinamo Sassari (4º)   | Rytas Vilnius (1º)     |
| Bahçeşehir KolejiFEC(6º) | PAOK SaloniccoWC (9º) | Pall. Reggiana (7º)   | Legia Varsavia (2º)    |
| Turno di qualificazione  |                       |                       |                        |
| Niners Chemnitz (6º)     | Opava (2º)            | Šiauliai (4º)         | Patrioti Levice (1º)   |
| Bamberger (8º)           | Bakken Bears (1º)     | Heroes Den Bosch (1º) | Norrk. Dolphins (1°)   |
| Breogán (11º)            | Pärnu (1º)            | TFT Skopje (4º)       | Fribourg Olympic (1º)  |
| Málaga (12º)             | Kauhajoen Karhu (1º)  | Benfica (1º)          | Tofaş Bursa (9º)       |
| Swans Gmunden (2º)       | Körmend (2º)          | CSO Voluntari (2º)    | Budivelnyk Kiev (2º)   |
| Keravnos (1º)            | KB Ylli (1º)          | FMP Belgrado (2º)     | Leicester Riders (1º)  |

## Date
La stagione si sviluppa su otto mesi e si conclude con una Final Four in sede unica.
| Fase             | Turno                           | Turno                           | Data sorteggio | Gara-1                     | Gara-2                     | Gara-3                     |
| ---------------- | ------------------------------- | ------------------------------- | -------------- | -------------------------- | -------------------------- | -------------------------- |
| Preliminari      | Primo turno di qualificazione   | Primo turno di qualificazione   | 7 luglio 2022  | 21 settembre 2022          | 21 settembre 2022          | 21 settembre 2022          |
| Preliminari      | Secondo turno di qualificazione | Secondo turno di qualificazione | 7 luglio 2022  | 23 settembre 2022          | 23 settembre 2022          | 23 settembre 2022          |
| Preliminari      | Third qualifying round          | Third qualifying round          | 7 luglio 2022  | 25 settembre 2022          | 25 settembre 2022          | 25 settembre 2022          |
| Regular season   | 1ª giornata                     | 1ª giornata                     | 7 luglio 2022  | 3–5 ottobre 2022           | 3–5 ottobre 2022           | 3–5 ottobre 2022           |
| Regular season   | 2ª giornata                     | Gruppi A, B, C, F               | 7 luglio 2022  | 11–12 ottobre 2022         | 11–12 ottobre 2022         | 11–12 ottobre 2022         |
| Regular season   | 2ª giornata                     | Gruppi D, E, G, H               | 7 luglio 2022  | 18–19 ottobre 2022         | 18–19 ottobre 2022         | 18–19 ottobre 2022         |
| Regular season   | 3ª giornata                     | Gruppi A, B, C, F               | 7 luglio 2022  | 25–26 ottobre 2022         | 25–26 ottobre 2022         | 25–26 ottobre 2022         |
| Regular season   | 3ª giornata                     | Gruppi D, E, G, H               | 7 luglio 2022  | 1–2 novembre 2022          | 1–2 novembre 2022          | 1–2 novembre 2022          |
| Regular season   | 4ª giornata                     | Gruppi A, B, C, F               | 7 luglio 2022  | 22–23 novembre 2022        | 22–23 novembre 2022        | 22–23 novembre 2022        |
| Regular season   | 4ª giornata                     | Gruppi D, E, G, H               | 7 luglio 2022  | 29–30 novembre 2022        | 29–30 novembre 2022        | 29–30 novembre 2022        |
| Regular season   | 5ª giornata                     | Gruppi A, B, C, F               | 7 luglio 2022  | 6–7 dicembre 2022          | 6–7 dicembre 2022          | 6–7 dicembre 2022          |
| Regular season   | 5ª giornata                     | Gruppi D, E, G, H               | 7 luglio 2022  | 13–14 dicembre 2022        | 13–14 dicembre 2022        | 13–14 dicembre 2022        |
| Regular season   | 6ª giornata                     | 6ª giornata                     | 7 luglio 2022  | 20–21 dicembre 2022        | 20–21 dicembre 2022        | 20–21 dicembre 2022        |
| Play-in          | Play-in                         | Play-in                         | 7 luglio 2022  | 3–4 gennaio 2023           | 10–11 gennaio 2023         | 17–18 gennaio 2023         |
| Ottavi di finale | 1ª giornata                     | 1ª giornata                     | 7 luglio 2022  | 24–25 gennaio 2023         | 24–25 gennaio 2023         | 24–25 gennaio 2023         |
| Ottavi di finale | 2ª giornata                     | 2ª giornata                     | 7 luglio 2022  | 31 gennaio–1 febbraio 2023 | 31 gennaio–1 febbraio 2023 | 31 gennaio–1 febbraio 2023 |
| Ottavi di finale | 3ª giornata                     | 3ª giornata                     | 7 luglio 2022  | 7–8 febbraio 2023          | 7–8 febbraio 2023          | 7–8 febbraio 2023          |
| Ottavi di finale | 4ª giornata                     | 4ª giornata                     | 7 luglio 2022  | 7–8 marzo 2023             | 7–8 marzo 2023             | 7–8 marzo 2023             |
| Ottavi di finale | 5ª giornata                     | 5ª giornata                     | 7 luglio 2022  | 14–15 marzo 2023           | 14–15 marzo 2023           | 14–15 marzo 2023           |
| Ottavi di finale | 6ª giornata                     | 6ª giornata                     | 7 luglio 2022  | 21–22 marzo 2023           | 21–22 marzo 2023           | 21–22 marzo 2023           |
| Play-offs        | Quarti di finale                | Quarti di finale                | Aprile 2023    | 4–5 aprile 2023            | 11–12 aprile 2023          | 18–19 aprile 2023          |
| Final Four       | Semifinali                      | Semifinali                      | Aprile 2023    | 12 maggio 2023             | 12 maggio 2023             | 12 maggio 2023             |
| Final Four       | Finale                          | Finale                          | Aprile 2023    | 14 maggio 2023             | 14 maggio 2023             | 14 maggio 2023             |

## Preliminari

### Sorteggio
Le 24 squadre partecipanti al primo turno di qualificazione sono state divise in sei fasce in base al loro punteggio ottenuto nelle precedenti edizioni di Basketball Champions League, mentre per le squadre alla prima apparizione è stato assegnato il punteggio ottenuto nel proprio campionato nazionale. Il turno consisteva in quattro final six com ogni match in gara secca. I concentramenti si sono svolti a Skopje in Macedonia del Nord, a Malaga in Spagna, a Lisbona in Portogallo e a Belgrado in Serbia, negli impianti casalinghi di una delle sei partecipanti al concentramento. Per i quarti di finale dei preliminari, le squadre della sesta fascia sono state sorteggiate contro le squadre della terza e le squadre della quarta fascia hanno affrontato le squadre della quinta. Le squadre della prima e della seconda fascia sono state teste di serie e hanno avuto accesso direttamente alle semifinali dei preliminari. I vincitori delle semifinali si sono affrontati nelle finali dei preliminari. Le quattro vincitrici delle finali si son qualificate per la stagione regolare e si sono unite alle 28 squadre qualificate direttamente nel tabellone principale. Le sconfitte, a loro discrezione, hanno avuto accesso alla FIBA Europe Cup 2022-2023.
| Team         | P.ti |
| ------------ | ---- |
| Tofaş Bursa  | 57   |
| Bamberger    | 51   |
| Málaga       | 29   |
| Bakken Bears | 17   |

| Team             | P.ti |
| ---------------- | ---- |
| Fribourg Olympic | 7    |
| Keravnos         | 7    |
| Opava            | 2    |
| Kauhajoen Karhu  | 2    |

| Team            | P.ti    |
| --------------- | ------- |
| Benfica         | 2       |
| Breogán         | 107.50† |
| Niners Chemnitz | 67.00†  |
| Körmend         | 58.00†  |

| Team            | P.ti   |
| --------------- | ------ |
| CSO Voluntari   | 40†    |
| Šiauliai        | 39.50† |
| Budivelnyk Kiev | 26.00† |
| Pärnu           | 11.00† |

| Team             | P.ti  |
| ---------------- | ----- |
| Heroes Den Bosch | 5.00† |
| Leicester Riders | 2.00† |
| Norrk. Dolphins  | 2.00† |
| Swans Gmunden    | 2.00† |

| Team            | P.ti  |
| --------------- | ----- |
| KB Ylli         | 1.00† |
| Patrioti Levice | 1.00† |
| FMP Belgrado    | 0†    |
| TFT Skopje      | 0†    |

Note
- †: indica i club senza punteggio internazionale, per questo viene assegnato quello del campionato nazionale

### Risultati

#### Gruppo A
Sede:  Sportski centar Boris Trajkovski (Skopje)
|  | Primo turno | Primo turno      | Primo turno      |                 |             | Secondo turno | Secondo turno | Secondo turno |  |  | Terzo turno | Terzo turno | Terzo turno |  |
|  |             |                  |                  |                 |             |               |               |               |  |  |             |             |             |  |
|  |             |                  |                  |                 |             | 1             | Tofaş Bursa   | 68            |  |  |             |             |             |  |
|  |             |                  |                  |                 |             | 1             | Tofaş Bursa   | 68            |  |  |             |             |             |  |
|  |             |                  |                  | CSO Voluntari   | 57          |               |               |               |  |  |             |             |             |  |
|  | 5           | Leicester Riders | 61               | CSO Voluntari   | 57          |               |               |               |  |  |             |             |             |  |
|  | 5           | Leicester Riders | 61               |                 |             |               |               |               |  |  |             |             |             |  |
|  | 4           | CSO Voluntari    | 70               |                 |             |               |               |               |  |  |             |             |             |  |
|  | 4           | CSO Voluntari    | 70               |                 | Tofaş Bursa | Tofaş Bursa   | 82            |               |  |  |             |             |             |  |
|  |             |                  |                  |                 |             |               |               |               |  |  |             |             |             |  |
|  |             |                  | Niners Chemnitz  | Niners Chemnitz | 78          |               |               |               |  |  |             |             |             |  |
|  |             |                  |                  | Niners Chemnitz | 78          |               |               |               |  |  |             |             |             |  |
|  |             |                  |                  |                 |             |               |               |               |  |  |             |             |             |  |
|  |             |                  |                  |                 |             |               |               |               |  |  |             |             |             |  |
|  |             | 2                | Fribourg Olympic | 70              |             |               |               |               |  |  |             |             |             |  |
|  |             |                  |                  | 70              |             |               |               |               |  |  |             |             |             |  |
|  |             |                  |                  | Niners Chemnitz | 93          |               |               |               |  |  |             |             |             |  |
|  | 6           | TFT Skopje       | 77               | Niners Chemnitz | 93          |               |               |               |  |  |             |             |             |  |
|  | 6           | TFT Skopje       | 77               |                 |             |               |               |               |  |  |             |             |             |  |
|  | 3           | Niners Chemnitz  | 96               |                 |             |               |               |               |  |  |             |             |             |  |

#### Gruppo B
Sede:  Palacio de Deportes José María Martín Carpena (Malaga)
|  | Primo turno | Primo turno      | Primo turno     |                  |        | Secondo turno | Secondo turno | Secondo turno |  |  | Terzo turno | Terzo turno | Terzo turno |  |
|  |             |                  |                 |                  |        |               |               |               |  |  |             |             |             |  |
|  |             |                  |                 |                  |        | 1             | Málaga        | 114           |  |  |             |             |             |  |
|  |             |                  |                 |                  |        | 1             | Málaga        | 114           |  |  |             |             |             |  |
|  |             |                  |                 | Heroes Den Bosch | 58     |               |               |               |  |  |             |             |             |  |
|  | 5           | Heroes Den Bosch | 85              | Heroes Den Bosch | 58     |               |               |               |  |  |             |             |             |  |
|  | 5           | Heroes Den Bosch | 85              |                  |        |               |               |               |  |  |             |             |             |  |
|  | 4           | Šiauliai         | 73              |                  |        |               |               |               |  |  |             |             |             |  |
|  | 4           | Šiauliai         | 73              |                  | Málaga | Málaga        | 91            |               |  |  |             |             |             |  |
|  |             |                  |                 |                  |        |               |               |               |  |  |             |             |             |  |
|  |             |                  | Patrioti Levice | Patrioti Levice  | 73     |               |               |               |  |  |             |             |             |  |
|  |             |                  |                 | Patrioti Levice  | 73     |               |               |               |  |  |             |             |             |  |
|  |             |                  |                 |                  |        |               |               |               |  |  |             |             |             |  |
|  |             |                  |                 |                  |        |               |               |               |  |  |             |             |             |  |
|  |             | 2                | Kauhajoen Karhu | 57               |        |               |               |               |  |  |             |             |             |  |
|  |             |                  |                 | 57               |        |               |               |               |  |  |             |             |             |  |
|  |             |                  |                 | Patrioti Levice  | 81     |               |               |               |  |  |             |             |             |  |
|  | 6           | Patrioti Levice  | 79              | Patrioti Levice  | 81     |               |               |               |  |  |             |             |             |  |
|  | 6           | Patrioti Levice  | 79              |                  |        |               |               |               |  |  |             |             |             |  |
|  | 3           | Körmend          | 70              |                  |        |               |               |               |  |  |             |             |             |  |

#### Gruppo C
Sede:  Pavilhão Fidelidade (Lisbona)
|  | Primo turno | Primo turno     | Primo turno |                 |           | Secondo turno | Secondo turno | Secondo turno |  |  | Terzo turno | Terzo turno | Terzo turno |  |
|  |             |                 |             |                 |           |               |               |               |  |  |             |             |             |  |
|  |             |                 |             |                 |           | 1             | Bamberger     | 97            |  |  |             |             |             |  |
|  |             |                 |             |                 |           | 1             | Bamberger     | 97            |  |  |             |             |             |  |
|  |             |                 |             | Budivelnyk Kiev | 94        |               |               |               |  |  |             |             |             |  |
|  | 5           | Norrk. Dolphins | 51          | Budivelnyk Kiev | 94        |               |               |               |  |  |             |             |             |  |
|  | 5           | Norrk. Dolphins | 51          |                 |           |               |               |               |  |  |             |             |             |  |
|  | 4           | Budivelnyk Kiev | 87          |                 |           |               |               |               |  |  |             |             |             |  |
|  | 4           | Budivelnyk Kiev | 87          |                 | Bamberger | Bamberger     | 73            |               |  |  |             |             |             |  |
|  |             |                 |             |                 |           |               |               |               |  |  |             |             |             |  |
|  |             |                 | Benfica     | Benfica         | 87        |               |               |               |  |  |             |             |             |  |
|  |             |                 |             | Benfica         | 87        |               |               |               |  |  |             |             |             |  |
|  |             |                 |             |                 |           |               |               |               |  |  |             |             |             |  |
|  |             |                 |             |                 |           |               |               |               |  |  |             |             |             |  |
|  |             | 2               | Keravnos    | 65              |           |               |               |               |  |  |             |             |             |  |
|  |             |                 |             | 65              |           |               |               |               |  |  |             |             |             |  |
|  |             |                 |             | Benfica         | 73        |               |               |               |  |  |             |             |             |  |
|  | 6           | KB Ylli         | 67          | Benfica         | 73        |               |               |               |  |  |             |             |             |  |
|  | 6           | KB Ylli         | 67          |                 |           |               |               |               |  |  |             |             |             |  |
|  | 3           | Benfica         | 92          |                 |           |               |               |               |  |  |             |             |             |  |

#### Gruppo D
Sede:  Hala Aleksandar Nikolić (Belgrado)
|  | Primo turno | Primo turno   | Primo turno  |               |              | Secondo turno | Secondo turno | Secondo turno |  |  | Terzo turno | Terzo turno | Terzo turno |  |
|  |             |               |              |               |              |               |               |               |  |  |             |             |             |  |
|  |             |               |              |               |              | 1             | Bakken Bears  | 83            |  |  |             |             |             |  |
|  |             |               |              |               |              | 1             | Bakken Bears  | 83            |  |  |             |             |             |  |
|  |             |               |              | Swans Gmunden | 65           |               |               |               |  |  |             |             |             |  |
|  | 5           | Swans Gmunden | 82           | Swans Gmunden | 65           |               |               |               |  |  |             |             |             |  |
|  | 5           | Swans Gmunden | 82           |               |              |               |               |               |  |  |             |             |             |  |
|  | 4           | Pärnu         | 80           |               |              |               |               |               |  |  |             |             |             |  |
|  | 4           | Pärnu         | 80           |               | Bakken Bears | Bakken Bears  | 88            |               |  |  |             |             |             |  |
|  |             |               |              |               |              |               |               |               |  |  |             |             |             |  |
|  |             |               | FMP Belgrado | FMP Belgrado  | 82           |               |               |               |  |  |             |             |             |  |
|  |             |               |              | FMP Belgrado  | 82           |               |               |               |  |  |             |             |             |  |
|  |             |               |              |               |              |               |               |               |  |  |             |             |             |  |
|  |             |               |              |               |              |               |               |               |  |  |             |             |             |  |
|  |             | 2             | Opava        | 76            |              |               |               |               |  |  |             |             |             |  |
|  |             |               |              | 76            |              |               |               |               |  |  |             |             |             |  |
|  |             |               |              | FMP Belgrado  | 92           |               |               |               |  |  |             |             |             |  |
|  | 6           | FMP Belgrado  | 76           | FMP Belgrado  | 92           |               |               |               |  |  |             |             |             |  |
|  | 6           | FMP Belgrado  | 76           |               |              |               |               |               |  |  |             |             |             |  |
|  | 3           | Breogán       | 64           |               |              |               |               |               |  |  |             |             |             |  |

## Fase a gironi
Un totale di 32 squadre giocano la fase a gironi: 28 squadre con accesso diretto ad essa e le quattro vincitrici dei turni di qualificazione.
Le 32 squadre sono divise in otto gruppi da quattro, con la restrizione che le squadre dello stesso paese non possono finire nello stesso girone. In ciascun gruppo, le squadre si sfidano con match di andata e ritorno in un girone all'italiana. Le migliori squadre di ogni gruppo accedono alla Top 16, mentre le seconde e terze classifiche prendono parte ai play-ins.

### Sorteggio
| Team           | P.ti |
| -------------- | ---- |
| Tenerife       | 123  |
| Hapoel Holon   | 91   |
| Nymburk        | 83   |
| Digione        | 81   |
| Strasburgo     | 78   |
| AEK Atene      | 75   |
| Manresa        | 67   |
| H. Gerusalemme | 62   |

| Team              | P.ti |
| ----------------- | ---- |
| Karşıyaka         | 59   |
| Falco Szombathely | 58   |
| Dinamo Sassari    | 56   |
| Ostenda           | 55   |
| R. Ludwigsburg    | 44   |
| Igokea            | 41   |
| VEF Rīga          | 37   |
| Rytas Vilnius     | 37   |

| Team           | P.ti    |
| -------------- | ------- |
| Galatasaray    | 35      |
| Peristeri      | 34      |
| Darüşşafaka    | 32      |
| PAOK Salonicco | 27      |
| Telekom Bonn   | 21      |
| Limoges CSP    | 11      |
| Bilbao Berri   | 11      |
| Murcia         | 107.50† |

| Team                         | P.ti   |
| ---------------------------- | ------ |
| Legia Varsavia               | 2      |
| Bahçeşehir Koleji            | 67.15† |
| Bnei Herzliya                | 60.17† |
| Pall. Reggiana               | 51.33† |
| Tofaş Bursa (Vincitore QR1)  |        |
| Málaga (Vincitore QR2)       |        |
| Benfica (Vincitore QR3)      |        |
| Bakken Bears (Vincitore QR4) |        |

Note
- †: indica i club senza punteggio internazionale, per questo viene assegnato quello del campionato nazionale

### Risultati e classifiche

#### Gruppo A
| Pos | Squadra           | G | V | P | PF  | PS  | DP  | Pt | Qualificazione          |  | STR   | MUR    | TOF   | SZO   |
| --- | ----------------- | - | - | - | --- | --- | --- | -- | ----------------------- |  | ----- | ------ | ----- | ----- |
| 1   | Strasburgo        | 6 | 4 | 2 | 485 | 481 | +4  | 10 | Qualificate alla Top 16 |  | —     | 82–70  | 94–89 | 81–78 |
| 2   | Murcia            | 6 | 4 | 2 | 487 | 487 | 0   | 10 | Qualificate ai play-in  |  | 80–78 | —      | 75–72 | 81–74 |
| 3   | Tofaş Bursa       | 6 | 2 | 4 | 480 | 462 | +18 | 8  | Qualificate ai play-in  |  | 75–79 | 77–87  | —     | 90–63 |
| 4   | Falco Szombathely | 6 | 2 | 4 | 472 | 494 | −22 | 8  |                         |  | 89–71 | 104–94 | 64–77 | —     |

#### Gruppo B
| Pos | Squadra        | G | V | P | PF  | PS  | DP  | Pt | Qualificazione          |  | BON   | AEK   | KAR   | REG   |
| --- | -------------- | - | - | - | --- | --- | --- | -- | ----------------------- |  | ----- | ----- | ----- | ----- |
| 1   | Telekom Bonn   | 6 | 5 | 1 | 499 | 443 | +56 | 11 | Qualificate alla Top 16 |  | —     | 80–72 | 83–71 | 84–88 |
| 2   | AEK Atene      | 6 | 3 | 3 | 458 | 448 | +10 | 9  | Qualificate ai play-in  |  | 66–73 | —     | 80–72 | 80–89 |
| 3   | Karşıyaka      | 6 | 2 | 4 | 467 | 490 | −23 | 8  | Qualificate ai play-in  |  | 68–59 | 91–88 | —     | 83–76 |
| 4   | Pall. Reggiana | 6 | 2 | 4 | 436 | 479 | −43 | 8  |                         |  | 66–90 | 73–84 | 74–70 | —     |

#### Gruppo C
| Pos | Squadra        | G | V | P | PF  | PS  | DP  | Pt | Qualificazione          |  | GAL   | HOL   | OST   | LEG    |
| --- | -------------- | - | - | - | --- | --- | --- | -- | ----------------------- |  | ----- | ----- | ----- | ------ |
| 1   | Galatasaray    | 6 | 4 | 2 | 514 | 473 | +41 | 10 | Qualificate alla Top 16 |  | —     | 88–75 | 85–91 | 86–71  |
| 2   | Hapoel Holon   | 6 | 4 | 2 | 516 | 499 | +17 | 10 | Qualificate ai play-in  |  | 82–73 | —     | 88–83 | 101–79 |
| 3   | Ostenda        | 6 | 3 | 3 | 481 | 481 | 0   | 9  | Qualificate ai play-in  |  | 78–92 | 95–86 | —     | 66–71  |
| 4   | Legia Varsavia | 6 | 1 | 5 | 437 | 495 | −58 | 7  |                         |  | 76–90 | 81–84 | 59–68 | —      |

#### Gruppo D
| Pos | Squadra           | G | V | P | PF  | PS  | DP  | Pt | Qualificazione          |  | BIL   | BAH   | IGO   | NYM   |
| --- | ----------------- | - | - | - | --- | --- | --- | -- | ----------------------- |  | ----- | ----- | ----- | ----- |
| 1   | Bilbao Berri      | 6 | 4 | 2 | 477 | 425 | +52 | 10 | Qualificate alla Top 16 |  | —     | 80–66 | 81–84 | 71–81 |
| 2   | Bahçeşehir Koleji | 6 | 3 | 3 | 437 | 470 | −33 | 9  | Qualificate ai play-in  |  | 60–92 | —     | 70–67 | 88–80 |
| 3   | Igokea            | 6 | 3 | 3 | 467 | 456 | +11 | 9  | Qualificate ai play-in  |  | 80–85 | 72–77 | —     | 91–74 |
| 4   | Nymburk           | 6 | 2 | 4 | 437 | 467 | −30 | 8  |                         |  | 54–68 | 79–76 | 69–73 | —     |

#### Gruppo E
| Pos | Squadra        | G | V | P | PF  | PS  | DP  | Pt | Qualificazione          |  | GER   | LUD   | DAR   | BAK   |
| --- | -------------- | - | - | - | --- | --- | --- | -- | ----------------------- |  | ----- | ----- | ----- | ----- |
| 1   | H. Gerusalemme | 6 | 5 | 1 | 480 | 448 | +32 | 11 | Qualificate alla Top 16 |  | —     | 71–80 | 69–67 | 89–80 |
| 2   | R. Ludwigsburg | 6 | 4 | 2 | 507 | 449 | +58 | 10 | Qualificate ai play-in  |  | 81–87 | —     | 63–77 | 99–58 |
| 3   | Darüşşafaka    | 6 | 2 | 4 | 429 | 448 | −19 | 8  | Qualificate ai play-in  |  | 69–92 | 70–90 | —     | 80–66 |
| 4   | Bakken Bears   | 6 | 1 | 5 | 429 | 500 | −71 | 7  |                         |  | 71–72 | 86–94 | 68–66 | —     |

#### Gruppo F
| Pos | Squadra     | G | V | P | PF  | PS  | DP  | Pt | Qualificazione          |  | MAN   | BEN   | LIM   | RIG   |
| --- | ----------- | - | - | - | --- | --- | --- | -- | ----------------------- |  | ----- | ----- | ----- | ----- |
| 1   | Manresa     | 6 | 4 | 2 | 502 | 470 | +32 | 10 | Qualificate alla Top 16 |  | —     | 82–92 | 77–88 | 88–59 |
| 2   | Benfica     | 6 | 4 | 2 | 470 | 472 | −2  | 10 | Qualificate ai play-in  |  | 78–97 | —     | 59–79 | 84–71 |
| 3   | Limoges CSP | 6 | 3 | 3 | 438 | 404 | +34 | 9  | Qualificate ai play-in  |  | 73–76 | 67–68 | —     | 80–53 |
| 4   | VEF Rīga    | 6 | 1 | 5 | 410 | 474 | −64 | 7  |                         |  | 80–82 | 76–89 | 71–51 | —     |

#### Gruppo G
| Pos | Squadra        | G | V | P | PF  | PS  | DP  | Pt | Qualificazione          |  | MAL   | DIG   | PAO   | DSS   |
| --- | -------------- | - | - | - | --- | --- | --- | -- | ----------------------- |  | ----- | ----- | ----- | ----- |
| 1   | Málaga         | 6 | 5 | 1 | 513 | 454 | +59 | 11 | Qualificate alla Top 16 |  | —     | 88–68 | 77–63 | 82–92 |
| 2   | Digione        | 6 | 3 | 3 | 450 | 471 | −21 | 9  | Qualificate ai play-in  |  | 70–91 | —     | 69–74 | 88–80 |
| 3   | PAOK Salonicco | 6 | 2 | 4 | 454 | 454 | 0   | 8  | Qualificate ai play-in  |  | 85–88 | 66–70 | —     | 88–68 |
| 4   | Dinamo Sassari | 6 | 2 | 4 | 470 | 508 | −38 | 8  |                         |  | 76–87 | 72–85 | 82–78 | —     |

#### Gruppo H
| Pos | Squadra       | G | V | P | PF  | PS  | DP  | Pt | Qualificazione          |  | TEN   | RYT   | PER   | BNH    |
| --- | ------------- | - | - | - | --- | --- | --- | -- | ----------------------- |  | ----- | ----- | ----- | ------ |
| 1   | Tenerife      | 6 | 4 | 2 | 512 | 427 | +85 | 10 | Qualificate alla Top 16 |  | —     | 89–74 | 86–60 | 83–63  |
| 2   | Rytas Vilnius | 6 | 3 | 3 | 505 | 493 | +12 | 9  | Qualificate ai play-in  |  | 85–78 | —     | 89–64 | 90–101 |
| 3   | Peristeri     | 6 | 3 | 3 | 459 | 495 | −36 | 9  | Qualificate ai play-in  |  | 88–81 | 71–82 | —     | 86–70  |
| 4   | Bnei Herzliya | 6 | 2 | 4 | 468 | 529 | −61 | 8  |                         |  | 57–95 | 90–85 | 87–90 | —      |

## Play-in
I play-in si svolgono dal 3 al 18 gennaio 2023. Partecipano ai Play-in i club che si sono classificati al secondo e al terzo posto nei rispettivi gruppi della fase a gironi della Basketball Champions League. I vincitori si qualificano per la Top 16. L'andata si è giocata il 3-4 gennaio, il ritorno il 10-11 gennaio. L'eventuale terza gara si è giocata il 17-18 gennaio.
| Squadra 1                   | Totale | Squadra 2            | Gara 1 | Gara 2 | Gara 3 |
| --------------------------- | ------ | -------------------- | ------ | ------ | ------ |
| (A2) UCAM Murcia            | 2-0    | Pınar Karşıyaka (B3) | 97–92  | 96–89  | –      |
| (B2) AEK                    | 2-0    | Tofaş (A3)           | 73–70  | 85–82  | –      |
| (C2) Hapoel Holon           | 2-0    | Igokea (D3)          | 103–79 | 91–80  | —      |
| (D2) Bahçeşehir Koleji      | 2-1    | Filou Oostende (C3)  | 72–76  | 77–64  | 87—81  |
| (E2) MHP Riesen Ludwigsburg | 1-2    | Limoges CSP (F3)     | 88–81  | 62–82  | 94–96  |
| (F2) Benfica                | 0-2    | Darüşşafaka (E3)     | 76–89  | 72–83  | —      |
| (G2) JDA Dijon              | 2-1    | Peristeri (H3)       | 89–80  | 88–92  | 89–82  |
| (H2) Rytas                  | 2-1    | PAOK (G3)            | 85–62  | 78–81  | 82–63  |

## Top 16
Le Top 16 si svolgeranno dal 24 gennaio al 22 marzo 2023 e comprende le otto vincitrici dei gironi della stagione regolare e le otto vincitrici dei play-in. Le 16 squadre sono divise in 4 gironi da 4. Le prime due di ogni girone si qualificano per i quarti di finale.
| Girone I                    | Girone J                    | Girone K                    | Girone L                    |
| --------------------------- | --------------------------- | --------------------------- | --------------------------- |
| Vincitrice Girone A         | Vincitrice Girone B         | Vincitrice Girone C         | Vincitrice Girone D         |
| Vincitrice Girone E         | Vincitrice Girone F         | Vincitrice Girone G         | Vincitrice Girone H         |
| Vincitrice Play-In C2 vs D3 | Vincitrice Play-In D2 vs C3 | Vincitrice Play-In B2 vs A3 | Vincitrice Play-In A2 vs B3 |
| Vincitrice Play-In G2 vs H3 | Vincitrice Play-In H2 vs G3 | Vincitrice Play-In E2 vs F3 | Vincitrice Play-In F2 vs E3 |

### Gruppo I
| Pos | Squadra                 | G | V | P | PF  | PS  | DP  | Pt | Qualificazione   |       | GER   | STR   | JDA   | HOL     |
| --- | ----------------------- | - | - | - | --- | --- | --- | -- | ---------------- | ----- | ----- | ----- | ----- | ------- |
| 1   | Hapoel Gerusalemme B.C. | 6 | 5 | 1 | 444 | 419 | +25 | 11 | Quarti di finale |       | —     | 81–80 | 77–84 | 77–65   |
| 2   | SIG Strasburgo          | 6 | 4 | 2 | 506 | 466 | +40 | 10 | Quarti di finale |       | 63–71 | —     | 86–67 | 112–110 |
| 3   | JDA Digione             | 6 | 2 | 4 | 457 | 490 | −33 | 8  |                  |       | 64–73 | 72–85 | —     | 89–81   |
| 4   | Hapoel Holon            | 6 | 1 | 5 | 472 | 504 | −32 | 7  |                  | 63–65 | 65–80 | 88–81 | —     |         |

### Gruppo J
| Pos | Squadra              | G | V | P | PF  | PS  | DP  | Pt | Qualificazione   |       | BON   | BAX   | RYT   | BAH   |
| --- | -------------------- | - | - | - | --- | --- | --- | -- | ---------------- | ----- | ----- | ----- | ----- | ----- |
| 1   | Telekom Baskets Bonn | 6 | 6 | 0 | 518 | 439 | +79 | 12 | Quarti di finale |       | —     | 85–75 | 99–72 | 74–68 |
| 2   | Baxi Manresa         | 6 | 3 | 3 | 488 | 485 | +3  | 9  | Quarti di finale |       | 69–87 | —     | 82–69 | 90–72 |
| 3   | Rytas                | 6 | 3 | 3 | 503 | 519 | −16 | 9  |                  |       | 79–86 | 96–95 | —     | 95–88 |
| 4   | Bahçeşehir Koleji    | 6 | 0 | 6 | 449 | 515 | −66 | 6  |                  | 76–87 | 76–77 | 69–92 | —     |       |

### Gruppo K
| Pos | Squadra         | G | V | P | PF  | PS  | DP  | Pt | Qualificazione   |       | UNI   | AEK   | GAL   | CSP    |
| --- | --------------- | - | - | - | --- | --- | --- | -- | ---------------- | ----- | ----- | ----- | ----- | ------ |
| 1   | Unicaja Málaga  | 6 | 5 | 1 | 494 | 434 | +60 | 11 | Quarti di finale |       | —     | 88–66 | 81–76 | 99–88  |
| 2   | AEK Atene       | 6 | 4 | 2 | 455 | 447 | +8  | 10 | Quarti di finale |       | 65–75 | —     | 92–78 | 82–72  |
| 3   | Galatasaray Nef | 6 | 2 | 4 | 457 | 463 | −6  | 8  |                  |       | 72–57 | 71–81 | —     | 100–73 |
| 4   | Limoges CSP     | 6 | 1 | 5 | 432 | 494 | −62 | 7  |                  | 67–84 | 63–69 | 69–60 | —     |        |

### Gruppo L
| Pos | Squadra             | G | V | P | PF  | PS  | DP  | Pt | Qualificazione   |       | TFE   | UCM     | DAR   | BIL   |
| --- | ------------------- | - | - | - | --- | --- | --- | -- | ---------------- | ----- | ----- | ------- | ----- | ----- |
| 1   | Lenovo Tenerife     | 6 | 5 | 1 | 459 | 415 | +44 | 11 | Quarti di finale |       | —     | 85–65   | 75–71 | 78–66 |
| 2   | UCAM Murcia         | 6 | 4 | 2 | 508 | 483 | +25 | 10 | Quarti di finale |       | 82–67 | —       | 96–87 | 90–72 |
| 3   | Darüşşafaka Lassa   | 6 | 2 | 4 | 492 | 525 | −33 | 8  |                  |       | 59–80 | 105–104 | —     | 95–85 |
| 4   | Surne Bilbao Basket | 6 | 1 | 5 | 447 | 483 | −36 | 7  |                  | 72–74 | 67–71 | 85–75   | —     |       |

## Play-offs
|  | Quarti di finale  | Quarti di finale  | Quarti di finale | Quarti di finale | Quarti di finale |  |  | Semifinali        | Semifinali        | Semifinali     |                |    | Finale            | Finale            | Finale          |  |
|  |                   |                   |                  |                  |                  |  |  |                   |                   |                |                |    |                   |                   |                 |  |
|  | Málaga            | Málaga            | Málaga           | 83               | 96               |  |  |                   |                   |                |                |    |                   |                   |                 |  |
|  | Murcia            | Murcia            | Murcia           | 67               | 74               |  |  | Málaga            | Málaga            | 67             |                |    |                   |                   |                 |  |
|  | Telekom Bonn      | Telekom Bonn      | 76               | 76               | 83               |  |  | Telekom Bonn      | Telekom Bonn      | 69             |                |    |                   |                   |                 |  |
|  | Strasburgo        | Strasburgo        | 77               | 66               | 77               |  |  |                   |                   |                |                |    | Telekom Bonn      | Telekom Bonn      | 77              |  |
|  | Canarias Tenerife | Canarias Tenerife | 91               | 83               | 84               |  |  |                   |                   | H. Gerusalemme | H. Gerusalemme | 70 |                   |                   |                 |  |
|  | Manresa           | Manresa           | 84               | 85               | 72               |  |  | Canarias Tenerife | Canarias Tenerife | 68             |                |    |                   |                   |                 |  |
|  | H. Gerusalemme    | H. Gerusalemme    | 64               | 78               | 91               |  |  | H. Gerusalemme    | H. Gerusalemme    | 69             |                |    |                   |                   |                 |  |
|  | AEK Atene         | AEK Atene         | 55               | 94               | 51               |  |  |                   |                   |                |                |    | Finale 3º posto   | Finale 3º posto   | Finale 3º posto |  |
|  |                   |                   |                  |                  |                  |  |  |                   |                   |                |                |    |                   |                   |                 |  |
|  |                   |                   |                  |                  |                  |  |  |                   |                   |                |                |    | Málaga            | Málaga            | 79              |  |
|  |                   |                   |                  |                  |                  |  |  |                   |                   |                |                |    | Canarias Tenerife | Canarias Tenerife | 84              |  |

### Finali

#### Finale 3º/4º posto
| Arbitri: | Wojciech Liszka Gatis Saliņš Kerem Baki |

|              |            |                          |
| Perry 22     | Punti      | 12 Fernández, Shermadini |
| Perry 3      | Assist     | 8 Huertas                |
| Kravish 8    | Rimbalzi   | 6 Doornekamp             |
| Ibon Navarro | Allenatori | Txus Vidorreta           |

| Quintetto titolare | Quintetto titolare | Quintetto titolare | Pt | Rim | Ass |
| ------------------ | ------------------ | ------------------ | -- | --- | --- |
| AG                 | 3                  | Melvin Ejim        | 3  | 4   | 0   |
| G                  | 4                  | Tyler Kalinoski    | 9  | 3   | 2   |
| P                  | 9                  | Alberto Díaz       | 3  | 4   | 1   |
| AP                 | 14                 | Nihad Đedović      | 7  | 1   | 1   |
| C                  | 45                 | David Kravish      | 8  | 8   | 0   |
| Panchina:          |                    |                    |    |     |     |
| AC                 | 1                  | Dylan Osetkowski   | 2  | 0   | 0   |
| AP                 | 7                  | Jonathan Barreiro  | 7  | 4   | 0   |
| G                  | 8                  | Darío Brizuela     | 4  | 2   | 1   |
| PG                 | 11                 | Tyson Carter       | 8  | 2   | 1   |
| AG                 | 15                 | Will Thomas        | 6  | 2   | 0   |
| P                  | 55                 | Kendrick Perry     | 22 | 1   | 3   |
| C                  | 77                 | Yankuba Sima       | 0  | 2   | 2   |
| Allenatore:        |                    |                    |    |     |     |
| Ibon Navarro       |                    |                    |    |     |     |

| Unicaja |  | Lenovo Tenerife |

| Malaga        | Statistiche        | Tenerife      |
| ------------- | ------------------ | ------------- |
|               | Statistiche        |               |
| 21/41 (51.2%) | Tiro da 2          | 15/27 (55.6%) |
| 7/25 (28.0%)  | Tiro da 3          | 14/28 (50.0%) |
| 16/19 (84.2%) | Tiri liberi        | 12/14 (85.7%) |
| 13            | Rimbalzi offensivi | 2             |
| 22            | Rimbalzi difensivi | 26            |
| 35            | Rimbalzi totali    | 28            |
| 11            | Assist             | 24            |
| 14            | Palle perse        | 16            |
| 10            | Palle rubate       | 6             |
| 3             | Stoppate           | 5             |
| 22            | Falli              | 24            |

| Quintetto titolare | Quintetto titolare | Quintetto titolare | Pt   | Rim  | Ass  |
| ------------------ | ------------------ | ------------------ | ---- | ---- | ---- |
| P                  | 6                  | Bruno Fitipaldo    | 8    | 0    | 2    |
| G                  | 10                 | Sasu Salin         | 0    | 1    | 0    |
| AG                 | 21                 | Tim Abromaitis     | 10   | 4    | 1    |
| AP                 | 23                 | Elgin Cook         | 11   | 3    | 2    |
| C                  | 35                 | Fran Guerra        | 0    | 5    | 1    |
| Panchina:          |                    |                    |      |      |      |
| P                  | 3                  | Jaime Fernández    | 12   | 3    | 5    |
| P                  | 9                  | Marcelinho Huertas | 10   | 0    | 8    |
| C                  | 12                 | Moussa Diagne      | n.e. | n.e. | n.e. |
| AP                 | 15                 | Joan Sastre        | 10   | 1    | 0    |
| C                  | 19                 | Giorgi Shermadini  | 12   | 3    | 3    |
| G                  | 31                 | Leandro Bolmaro    | 0    | 1    | 1    |
| AG                 | 42                 | Aaron Doornekamp   | 11   | 6    | 1    |
| Allenatore:        |                    |                    |      |      |      |
| Txus Vidorreta     |                    |                    |      |      |      |

#### Finale
| Arbitri: | Manuel Mazzoni Yohan Rosso Boris Krejić |

|                    |            |                   |
| Shorts 29          | Punti      | 27 Randolph       |
| Shorts 3           | Assist     | 5 Smith           |
| Kratzer, Malcolm 6 | Rimbalzi   | 10 Hankins        |
| Tuomas Iisalo      | Allenatori | Aleksandar Džikić |

| Quintetto titolare | Quintetto titolare | Quintetto titolare | Pt   | Rim  | Ass  |
| ------------------ | ------------------ | ------------------ | ---- | ---- | ---- |
| P                  | 0                  | T.J. Shorts        | 29   | 1    | 3    |
| G                  | 3                  | Tyson Ward         | 8    | 3    | 1    |
| AP                 | 10                 | Collin Malcolm     | 8    | 6    | 2    |
| C                  | 21                 | Leon Kratzer       | 0    | 6    | 1    |
| AG                 | 70                 | Finn Delany        | 3    | 3    | 1    |
| Panchina:          |                    |                    |      |      |      |
| G                  | 4                  | Jonas Falkenstein  | n.e. | n.e. | n.e. |
| P                  | 5                  | Zachary Ensminger  | n.e. | n.e. | n.e. |
| C                  | 6                  | Michael Kessens    | 1    | 4    | 2    |
| G                  | 7                  | Sebastián Herrera  | 11   | 2    | 1    |
| G                  | 9                  | Karsten Tadda      | n.e. | n.e. | n.e. |
| AP                 | 13                 | Javontae Hawkins   | 13   | 2    | 1    |
| AG                 | 24                 | Deane Williams     | 4    | 2    | 0    |
| Allenatore:        |                    |                    |      |      |      |
| Tuomas Iisalo      |                    |                    |      |      |      |

| Telekom Baskets Bonn |  | Hapoel Bank Yahav Gerusalemme |

| Bonn          | Statistiche        | Hapoel Gerusalemme |
| ------------- | ------------------ | ------------------ |
|               | Statistiche        |                    |
| 18/37 (48.6%) | Tiro da 2          | 15/32 (46.9%)      |
| 8/26 (30.8%)  | Tiro da 3          | 8/23 (34.8%)       |
| 17/22 (77.3%) | Tiri liberi        | 16/26 (61.5%)      |
| 14            | Rimbalzi offensivi | 16                 |
| 20            | Rimbalzi difensivi | 25                 |
| 34            | Rimbalzi totali    | 41                 |
| 12            | Assist             | 10                 |
| 6             | Palle perse        | 14                 |
| 5             | Palle rubate       | 3                  |
| 3             | Stoppate           | 2                  |
| 23            | Falli              | 20                 |

| Quintetto titolare | Quintetto titolare | Quintetto titolare | Pt   | Rim  | Ass  |
| ------------------ | ------------------ | ------------------ | ---- | ---- | ---- |
| GA                 | 2                  | Levi Randolph      | 27   | 6    | 2    |
| P                  | 4                  | Speedy Smith       | 7    | 4    | 5    |
| AG                 | 5                  | Mareks Mejeris     | 12   | 6    | 0    |
| C                  | 35                 | Zach Hankins       | 7    | 10   | 2    |
| AP                 | 80                 | Or Cornelius       | 3    | 1    | 0    |
| Panchina:          |                    |                    |      |      |      |
| G                  | 0                  | Khadeen Carrington | 9    | 2    | 1    |
| AG                 | 6                  | Itay Segev         | 0    | 1    | 0    |
| P                  | 7                  | Brandon Brown      | 0    | 1    | 0    |
| A                  | 11                 | Siim-Sander Vene   | 0    | 1    | 0    |
| AG                 | 24                 | Oz Blayzer         | 5    | 2    | 0    |
| P                  | 31                 | Noam Yaacov        | n.e. | n.e. | n.e. |
| C                  | 77                 | Gilad Levy         | n.e. | n.e. | n.e. |
| Allenatore:        |                    |                    |      |      |      |
| Aleksandar Džikić  |                    |                    |      |      |      |

## Premi

### MVP del mese
| Mese     | Giocatore       | Squadra              | Ref. |
| 2022     | 2022            | 2022                 | 2022 |
| -------- | --------------- | -------------------- | ---- |
| Ottobre  | Joe Ragland     | Hapoel Holon         |      |
| Novembre | Marcus Foster   | Rytas Vilnius        |      |
| Dicembre | T.J. Shorts     | Telekom Baskets Bonn |      |
| 2023     |                 |                      |      |
| Gennaio  | Joe Ragland (2) | Hapoel Holon         |      |
| Febbraio | Akil Mitchell   | AEK Atene            |      |
| Marzo    | Zach Hankins    | Hapoel Gerusalemme   |      |
| Aprile   | Levi Randolph   | Hapoel Gerusalemme   |      |

### Quintetti ideali
- Basketball Champions League Star Lineup:
  -  Marcelinho Huertas (  Canarias Tenerife )
  -  T.J. Shorts (  Telekom Bonn )
  -  Darío Brizuela (  Málaga )
  -  Akil Mitchell (  AEK Atene )
  -  Zach Hankins (  H. Gerusalemme )
- Basketball Champions League Second Best Team:
  -  Kendrick Perry (  Málaga )
  -  Marcus Foster (  Rytas Vilnius )
  -  DeAndre Lansdowne (  Strasburgo )
  -  Levi Randolph (  H. Gerusalemme )
  -  Giorgi Shermadini (  Canarias Tenerife )

### Riconoscimenti individuali
- Basketball Champions League MVP:  T.J. Shorts,  Telekom Bonn
- Basketball Champions League Final Four MVP:  T.J. Shorts,  Telekom Bonn
- Basketball Champions League Best Defensive Player:  Alberto Díaz,  Málaga
- Basketball Champions League Best Young Player:  Sadık Emir Kabaca,  Galatasaray
- Basketball Champions League Best Coach:  Tuomas Iisalo,  Telekom Bonn